# Phyllachora olivascens
Phyllachora olivascens är en svampart som först beskrevs av Rehm, och fick sitt nu gällande namn av Arx & E. Müll. 1954. Phyllachora olivascens ingår i släktet Phyllachora och familjen Phyllachoraceae.   Inga underarter finns listade i Catalogue of Life.